# وی جیانژان
وی جیانژان (انگلیسی: Wei Jianjun) (زاده ۱۹۶۴) کارآفرین، سرمایه‌دار و مدیر ارشد اجرایی چینی است، که اکنون به‌عنوان مدیر عامل اجرایی و رییس هیئت مدیره شرکت گریت وال موتورز فعالیت می‌کند.